# Béni Khiar
Béni Khiar (arabe : بني خيار) est une ville côtière de Tunisie, située dans la région du cap Bon (quatre kilomètres au nord de Nabeul), abritant un port de pêche côtier.
Rattachée administrativement au gouvernorat de Nabeul, elle est le siège d'une délégation comptant 35 565 habitants en 2006 et d'une municipalité comptant 21 626 habitants en 2014.

## Économie

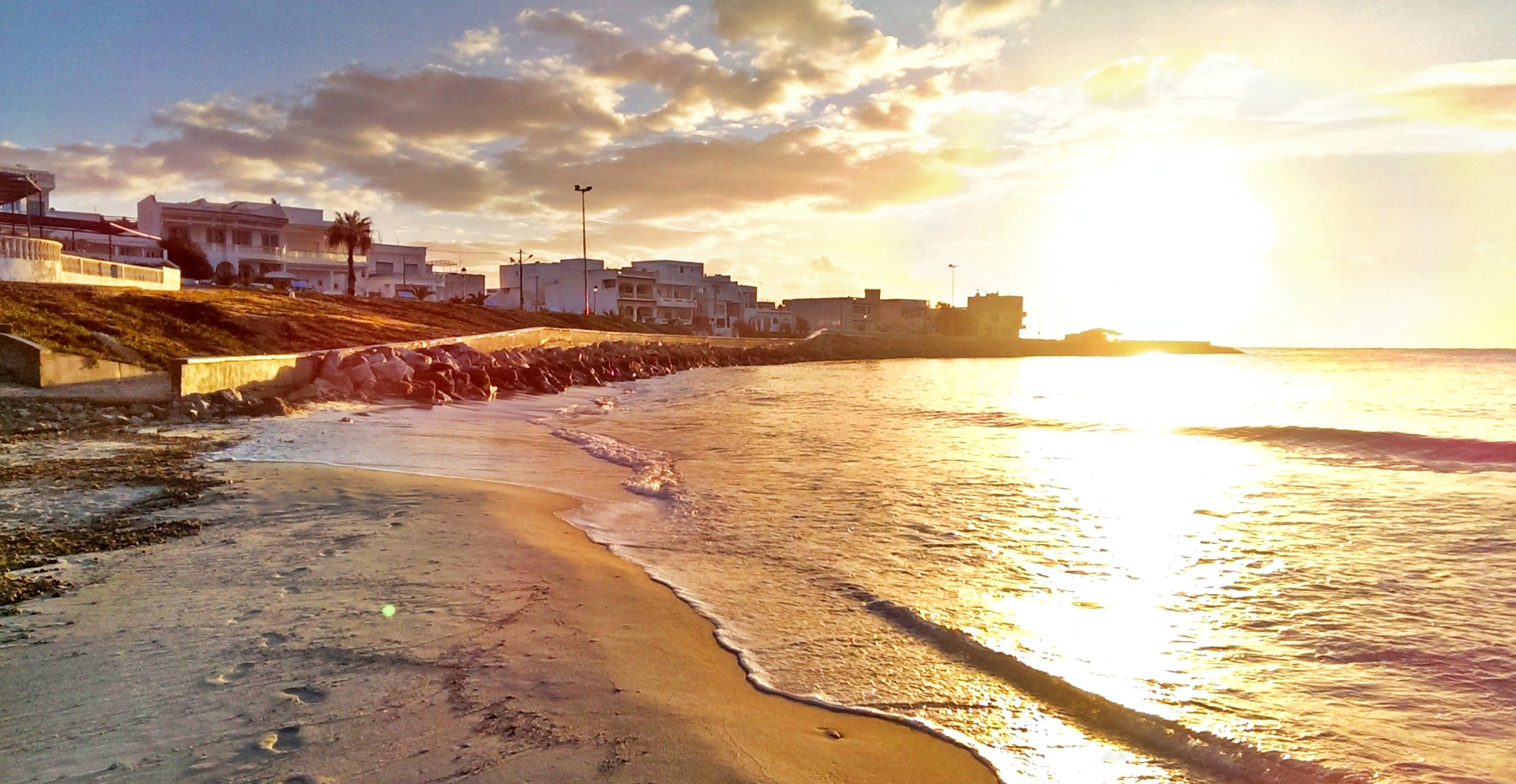
Béni Khiar au lever du soleil.

Elle est connue pour être un important centre artisanal pour le tissage de la laine et la production de tapis et de broderies. C'est également un port actif complété par une zone industrielle.

## Culture
Béni Khiar organise chaque année un festival des fleurs d'oranger en mars, une fête de la plage en juillet et un festival du poisson en août. Un festival des musiques liturgiques (sufyet) a également lieu au cours de la première quinzaine du mois de ramadan. Béni Khiar abrite l'un des plus anciens groupes de musique religieuse soufie (Aissaouia al-Morabet) en Tunisie.

## Éducation
Le secteur éducatif de Béni Khiar s'articule autour de cinq écoles primaires (dont l'école Manar et l'école Tahar-Haddad), d'un collège et d'un lycée.

## Sport

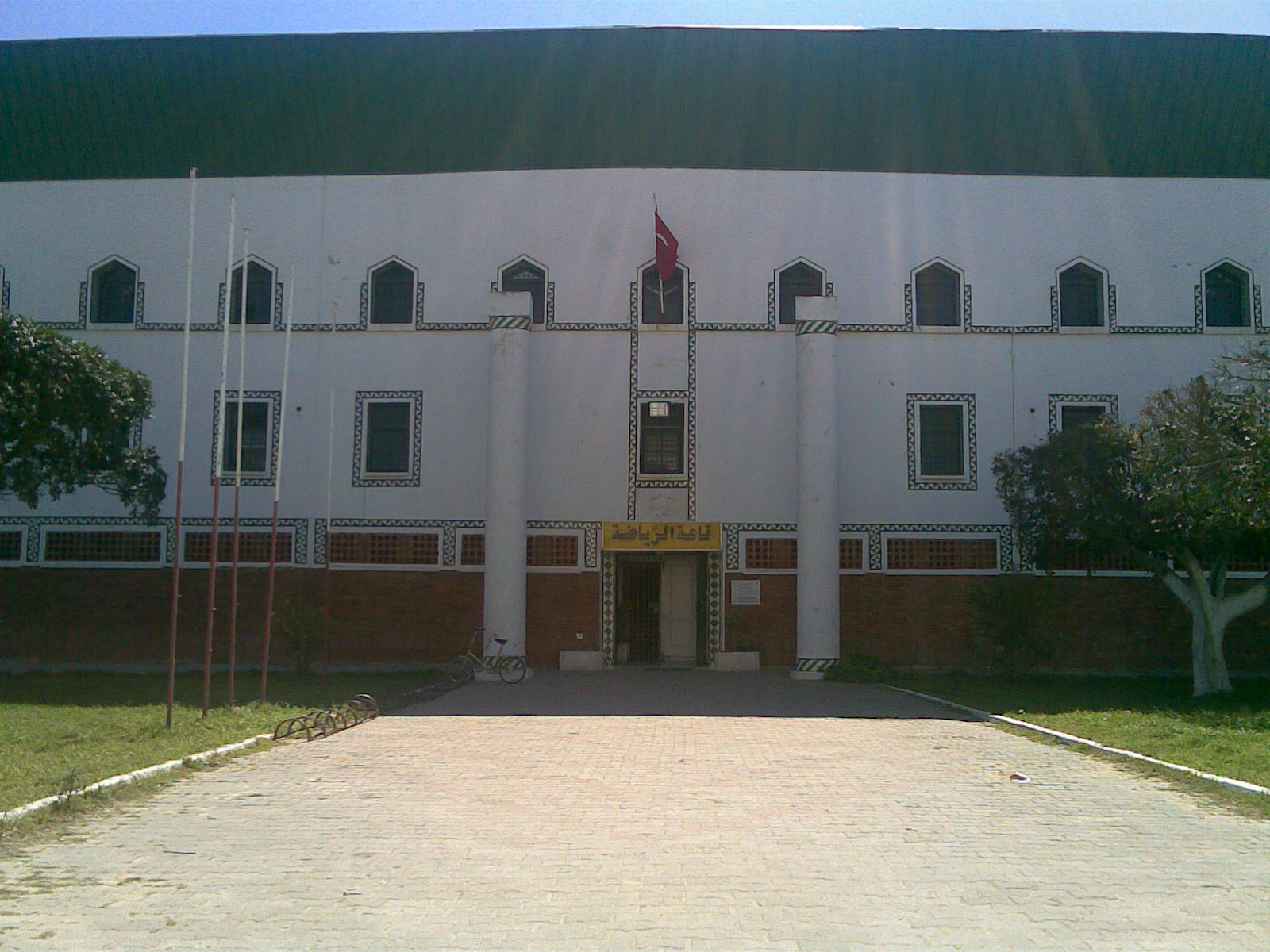
Salle de sports.

Au niveau sportif, elle possède une équipe de handball, El Baath sportif de Béni Khiar, qui évolue en poule nationale.
Plusieurs joueurs se sont distingués au niveau national et au niveau international tel que Marouène Maggaiez, gardien de l'équipe de Tunisie masculine de handball. En termes d'infrastructures, elle abrite une maison des jeunes et une salle de sport portant le nom d'Hamadi Derdouri, un sportif local.